# تشارلز إتش زيمرمان
تشارلز إتش زيمرمان (بالإنجليزية: Charles H. Zimmerman)‏ هو مهندس فضاء جوي ومهندس أمريكي، ولد في 1908 في أولاث في الولايات المتحدة، وتوفي في 5 مايو 1996 في هامبتون في الولايات المتحدة.